# دييغو غالفان
دييغو غالفان (بالإسبانية: Diego Galván) (19 مارس 1982 بجنرال رودريغيز في الأرجنتين - ) هو لاعب كرة قدم أرجنتيني في مركز الهجوم. لعب مع أرسنال ساراندي وأوليمبو وإستوديانتيس دي لا بلاتا وريفر بليت ونادي بيرا مار ونادي لانوس ويونيون دي سانتا في ونادي موريليا الرياضي وEstudiantes de Buenos Aires ‏.

## وصلات خارجية
- دييغو غالفان على موقع قاعدة بيانات كرة القدم.إي يو (الإنجليزية)
- دييغو غالفان على موقع Soccerway.com (الإنجليزية)